# Kirby Knowle
Kirby Knowle es un pueblo y parroquia civil en el distrito de Hambleton en Yorkshire del Norte, Inglaterra, en el límite de North York Moors y cerca de Upsall, alrededor de 4 millas al nordeste de Thirsk. Históricamente es parte del Riding Norte de Yorkshire; la población de la parroquia civil fue estimada en 60 habitantes en 2014.

## Historia
La aldea es mencionada en el Domesday Book como Chirchebi en el hundred de Yalestre. Las tierras estaban en la posesión de Orm, hijo de Gamal, pero fueron pasadas a Hugh, hijo de Baldric después de la invasión normanda. Las tierras se volvieron posesión de Robert de Mowbray, quien concedió el arrendamiento a Baldwin le Wake y luego a la familia Upsall, finalmente pasando a la familia Lascelles. Los Lascelles construyeron un castillo aquí en el siglo XIII, el cual fue arrasado por un incendio en 1568. Durante este tiempo, la casa señorial estuvo en las manos de la familia Constable. Los Constable eran católicos y fueron desterrados de la casa señorial después de la Revolución inglesa.
A 1 milla al oeste de la aldea se encuentra el castillo de Kirby Knowle, una casa del siglo XVII modificada en el siglo XIX.

## Gobierno
El pueblo recae en la circunscripción de Thirsk y Malton. Se ubica en el distrito electoral de Whitestonecliffe del Consejo del Distrito de Hambleton y en la división electoral del Consejo del Condado de Yorkshire del Norte.
La parroquia comparte un consejo de la parroquia, conocido como Consejo de la Parroquia de Hillside, con las parroquias civiles de Boltby, Cowesby, Felixkirk y Upsall.

## Geografía
Los asentamientos más cercanos son Upsall a 1,1 millas (1,8 km) al oeste; Felixkirk a 1,6 millas (2,6 km) al sur; Boltby a 1,5 millas (2,4 km) al sureste y Cowesby a 1,5 millas (2,4 km) al norte.
El censo del Reino Unido de 1881 registró una población de 114 habitantes. El censo de 2001 registró una población de 69 habitantes, de los cuales 59 eran mayores de los 16 años, y de estos 35 tenían empleo. Había 33 viviendas de las cuales 24 estaban separadas.

## Religión

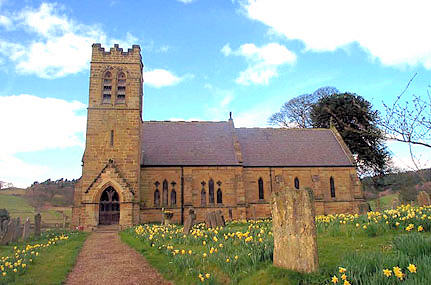
Iglesia de San Wilfredo, Kirby Knowle

Hay una iglesia en el pueblo dedicada a Wilfredo de York. Es un monumento clasificado de Grado II, reconstruida en 1873 en donde se hallaba la original.